# XIe siècle en musique classique
| \| • Retour à la chronologie générale de la musique classique • \| |
| Grèce • Rome • Haut Moyen Âge • VIIIe siècle • IXe siècle • Xe siècle • XIe siècle XIIe siècle • XIIIe siècle • XIVe siècle • XVe siècle • XVIe siècle • XVIIe siècle XVIIIe siècle • XIXe siècle • XXe siècle • XXIe siècle |
| • Retour à la chronologie générale de la musique classique • |

| Années en musique classique : 997 - 998 - 999 - 1000 - 1001 - 1002 - 1003    |
| Décennies en musique classique : 970 - 980 - 990 - 1000 - 1010 - 1020 - 1030 |

## Événements
- Développement de la polyphonie (apparition du mouvement contraire) : la voix organale se libère du parallélisme à la voix principale ;
- Tropaire de l'abbaye Saint-Martial de Limoges, en neumes aquitains ;
- Vers 1050 : Tropaire de Winchester, recueil de 150 organa ;
- Avant 1071, fondation du chœur de garçons Sankt Florianer Sängerknaben à l'Abbaye de Saint-Florian (Haute-Autriche).
- Vers la fin du siècle : La Chanson de Roland ;

## Naissances
- 1071 : Guillaume IX d'Aquitaine, duc d'Aquitaine († 1127), le premier troubadour connu
- 1098 : Hildegarde de Bingen († 1179)

## Décès
- après 1033 (le 17 mai 1050 selon certaines  sources) : Guido d'Arezzo (* vers 990)